# Isola di Gorgona - area terrestre e marina
Isola di Gorgona - area terrestre e marina este o arie protejată (arie specială de conservare — SAC, sit de importanță comunitară — SCI, arie de protecție specială avifaunistică — SPA) din Italia întinsă pe o suprafață de 14.818 ha, integral pe uscat.

## Localizare
Centrul sitului Isola di Gorgona - area terrestre e marina este situat la coordonatele 43°25′39″N 9°53′50″E / 43.4275°N 9.897222°E.

## Înființare
Situl Isola di Gorgona - area terrestre e marina a fost declarat sit de importanță comunitară în iunie 1995 pentru a proteja 20 de specii de animale. Alte tipuri de protecție:
- arie de protecție specială avifaunistică (în decembrie 1998)[2]
- arie specială de conservare (în decembrie 2016)[1][3][4]

## Biodiversitate
Situată în ecoregiunea mediteraneană, aria protejată conține 13 habitate naturale: Păduri de Quercus ilex și Quercus rotundifolia, Faleze cu vegetație de Limonium spp. endemic de pe coastele mediteraneene, Recifuri, Straturi cu Posidonia (Posidonion oceanicae), Păduri de pin mediteraneene cu pini mezogeni endemici, Salicornia și alte specii anuale care populează regiunile mlăștinoase și nisipoase, Peșteri marine scufundate complet sau parțial, Pante stâncoase silicioase cu vegetație casmofită, Iazuri temporare mediteraneene, Formațiuni scunde de Euphorbia în apropierea falezelor, Bancuri de nisip acoperite în permanență slab de apă marină, Matorral arborescenți cu Juniperus spp., Pseudostepă cu ierburi și specii anuale de Thero-Brachypodietea.
La baza desemnării sitului se află mai multe specii protejate:
- păsări (18): Calonectris diomedea, Carduelis citrinella, șerpar (Circaetus gallicus), erete de stuf (Circus aeruginosus), erete cenușiu (Circus pygargus), corb (Corvus corax), Falco eleonorae, șoim călător (Falco peregrinus), vânturel roșu (Falco tinnunculus), sfrâncioc roșiatic (Lanius collurio), Larus audouinii, gaia neagră (Milvus migrans), mierlă albastră (Monticola solitarius), vultur pescar (Pandion haliaetus), viespar (Pernis apivorus), Phalacrocorax aristotelis desmarestii, Puffinus yelkouan, silvie de tufiș (Sylvia undata)
- mamifere (1): delfin mare (Tursiops truncatus)
- reptile (1): Caretta caretta

Pe lângă speciile protejate, pe teritoriul sitului au mai fost identificate 14 specii de plante, 1 specie de păsări, 6 specii de mamifere, 18 specii de nevertebrate, 2 specii de pești, 2 specii de reptile.